# Adiemus: Songs of Sanctuary
| Recensione | Giudizio |
| ---------- | -------- |
| AllMusic   |          |

Adiemus: Songs of Sanctuary è il primo album del compositore gallese Karl Jenkins, pubblicato nel 1995. L'album ha raggiunto la seconda posizione in Finlandia e la quinta in Francia ed ha venduto 1.5 milioni di copie in tutto il mondo. L'album fa parte del progetto Adiemus, volto a proporre musica moderna utilizzando strumenti della musica classica. Tutte le canzoni sono state scritte da Karl Jenkins.
La prima esecuzione assoluta dal vivo di Songs of Sanctuary è avvenuta al Teatro Carlo Coccia di Novara il 30 maggio 1998 con l'orchestra Carlo Coccia, i cori Le voci bianche di Novara, Arcobaleno, Novaria con la direzione di Paolo Beretta. Questo evento ha visto la partecipazione di cori di voci bianche per riprodurre l'effetto "tribale" voluto dal compositore originale. L'evento inserito all'interno della Giornata Universale del Fanciullo ha goduto dell'Alto Patronato del Presidente della Repubblica. L'opera è stata replicata dai medesimi interpreti per diversi anni sul territorio nazionale e ne è stato tratto un CD con live recording.

## Tracce
1. Adiemus – 3:57
2. Tintinnabulum – 10:57
3. Cantus Inaequalis – 3:13
4. Cantus Insolitus – 5:35
5. In Caelum Fero – 7:45
6. Cantus Iteratus – 6:36
7. Amaté Adea – 5:12
8. Kayama – 8:06
9. Hymn – 2:38

## Formazione
- Miriam Stockley – voce
- Mary Carewe – voce
- Frank Ricotti – percussioni
- Mike Ratledge – programmazione, percussioni
- Jody Barratt Jenkins – percussioni addizionali
- Mike Taylor – quena, voce

## Il branoAdiemus
Il brano che apre l'album, Adiemus, ha raggiunto la quarta posizione in Svizzera e la settima in Austria ed è stato usato anche per l'ingresso di Madre Natura nella trasmissione Ciao Darwin, andata in onda su Canale 5 e condotta da Paolo Bonolis e Luca Laurenti.
Una persistente leggenda urbana assegna a Enya la maternità dell'opera. In realtà la cantante irlandese non ha nulla a che fare con la canzone, ma effettivamente richiama le sue stesse sonorità new age.